# Кущове буріння

Буріння кущове (рос. бурение кустовое, англ. multiple drilling; нім. Buschbohren n, Büschelbohren n, Nestbohren n) — спорудження свердловин (в основному похилих, похилоскерованих), гирла яких групуються на близькій відстані одне від одного на загальному обмеженому майданчику (основі).

## Про технологію
Застосовується при розробці родовищ під забудованими ділянками, при розробці нафтових і газових родовищ в певних кліматичних умовах: наприклад, в зимовий період, коли земля вкрита товстим шаром снігу, або навесні під час бездоріжжя і паводків.
Також використовується на території з сильно пересіченим рельєфом місцевості або в межах акваторій. Кількість свердловин в кущі в залежності від умов буріння змінюється від 2 до декількох десятків. Максимальне відхилення вибоїв свердловин від вертикалі може перевищувати 2000 м.

## Причини використання
Застосування кущового буріння дає можливість значно скоротити будівельно-монтажні роботи, зменшити обсяг допоміжних робіт, спростити обслуговування свердловин і скоротити обсяг перевезень та витрати на обладнання промислу, спростити автоматизацію процесу видобутку і обслуговування, а також сприяти охороні довкілля.